# The Royal and Ancient Golf Club of St Andrews

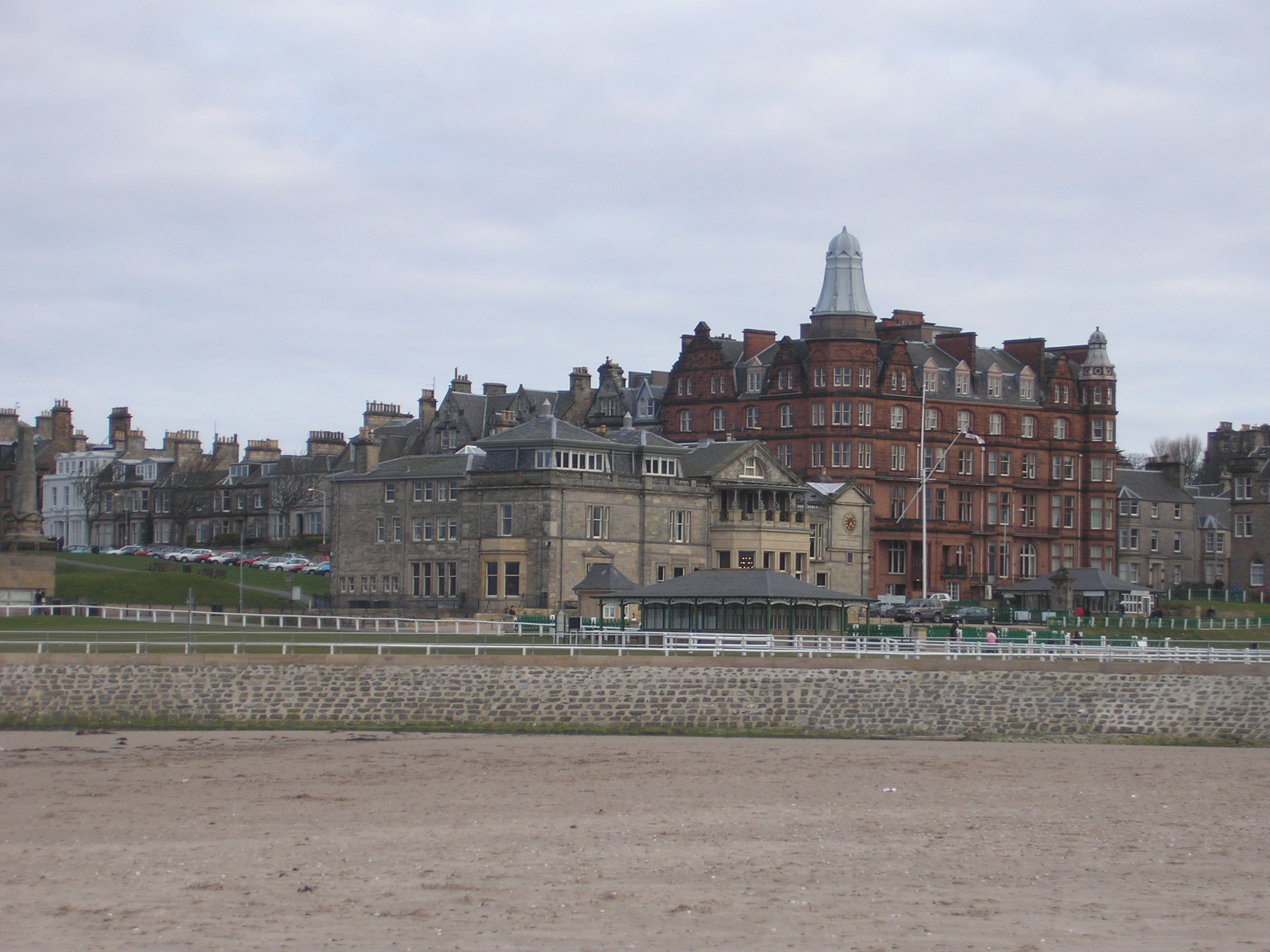
Edificio del R&A.

El Royal and Ancient Golf Club of St Andrews es uno de los clubes de golf más antiguos del mundo. Está ubicado en el pueblo de St Andrews, en el condado de Fife en Escocia, y es conocido como "La cuna del golf". Hasta hace unos años, también era considerado como una de las autoridades rectoras de este deporte, pero en 2004 este papel pasó a ser desempeñado por la recientemente creada The R&A.

## Historia
La organización fue creada en 1754 con el nombre de Sociedad de Golfistas de St. Andrews, un club de golf local que jugaba en el campo de St Andrews, y poco a poco fue adquiriendo importancia. En 1834, el rey Guillermo IV se convirtió en un patrono y el club pasó a llamarse con su nombre actual. En 1897 la Sociedad fijó las normas básicas del golf tal como se conocen actualmente, y en los siguientes 30 años pasó a controlar la organización de otros torneos en otros campos.

## The R&A (Royal and Ancient)
The R&A es la máxima autoridad del golf en el mundo, excepto en los Estados Unidos y México, donde esta responsabilidad recae en la United States Golf Association (USGA). Este organismo, creado en 2004, colabora con organizaciones de golfistas profesionales y amateurs de más de 110 países. También intenta introducir el juego del golf en nuevos países en los que no es conocido.
El R&A coopera con la USGA en la revisión de las reglas del golf, además de formular las especificaciones técnicas del equipamiento del golf.

## Torneos
El R&A organiza 11 torneos y partidos internacionales:
- El Open Británico de golf, uno de los cuatro majors en el golf masculino.
- The Amateur Championship, torneo que era uno de los considerados majors antes de que el juego se profesionalizara, y que sigue siendo uno de los torneos amateurs más prestigiosos del mundo.
- Boys Amateur Championship, para jóvenes menores de 18 años antes de las 00.00 horas del año correspondiente.
- Boys Home Internationals, competición por equipos con jóvenes procedentes de Inglaterra, Escocia, Gales e Irlanda.
- Seniors Open Amateur Championship, torneo masculino para jugadores amateurs que tengan al menos 55 años el primer día del torneo.
- British Mid-Amateur Championship, para jugadores amateurs de 25 años o más.
- Senior British Open Championship, para jugadores con al menos 50 años.
- Walker Cup, torneo bienal por equipos para jugadores amateurs que enfrenta a jugadores del Reino Unido e Irlanda contra jugadores de los Estados Unidos (organizado junto con la United States Golf Association).
- Junior Open Championships, torneo para jóvenes (tanto chicos como chicas) menores de 16 años.
- St Andrews Trophy, torneo por equipos para jugadores amateurs que enfrenta a jugadores del Reino Unido e Irlanda contra jugadores del resto de Europa.
- Jacques Leglise Trophy, torneo por equipos para jóvenes jugadores amateurs que enfrenta a jugadores del Reino Unido e Irlanda contra jugadores del resto de Europa.

A excepción del Junior Open Championships, todos los torneos son exclusivamente masculinos. La Ladies Golf Union organiza una serie de torneos equivalentes para mujeres.
Además, el R&A también participa en la organización de los dos Campeonatos del mundo por equipos para jugadores amateurs (el Trofeo Eisenhower para los hombres y el Trofeo Espirito Santo para mujeres) debido a su pertenencia a la Federación Internacional de Golf.

## El club de golf
El Royal and Ancient Golf Club of St Andrews es en la actualidad un club de golf. Cuenta con más de 2400 miembros de todo el mundo. Aunque la casa-club está situada justo detrás del tee del hoyo 1 del Old Course del links de St. Andrews, los miembros del R&A disfrutan del privilegio de poder jugar en el campo aunque este no pertenezca al club, ya que es propiedad del St Andrews Links, una organización de caridad que posee y dirige todos los links del campo de St Andrews.
En 1964 el hoyo 17 pasó de par 5 a par 4, y en 2010 se alargó para el Open Championship de 2010. Los organizadores del torneo de la Jarra de Clarete añadieron 25 yardas a la longitud del hoyo, con lo que quedó en una distancia total de 490 yardas. La razón del cambio, según el Royal and Ancient, fue "para que los jugadores vuelvan a coger el driver desde el tee de salida". Como no hay mucho terreno, se construyó sobre parte de los terrenos del campo de prácticas.